# Парламентские выборы в Гватемале (1947)
Парламентские выборы в Гватемале прошли с 24 по 26 января 1947 года. На них переизбиралась половина парламента. В результате победу одержала Партия революционного действия, получившая 29 из 34 мест Конгресса. 

## Результаты
| Партия                                        | Голоса | % | Места |
| --------------------------------------------- | ------ | - | ----- |
| Партия революционного действия                |        |   | 29    |
| Республиканско-демократическая партия рабочих |        |   | 5     |
| Недействительных/пустых бюллетеней            |        | - | -     |
| Всего                                         |        |   | 34    |